# Алишкин, Альберт Рифгатович
Альберт Рифгатович Алишкин (р. 12.05.1958, Мурманск) — российский учёный-технолог, изобретатель, лауреат Премии правительства РФ в области науки и техники (1997).
Окончил Казанский технологический институт (1981).
- 1981—1984 мастер, инженер НПО «Алтай»;
- 1984—1997 инженер, младший научный сотрудник ГОИ;
- с 1997 научный сотрудник ИХТРЭМС КНЦ РАН.

Кандидат технических наук (2004).
Специалист в области разработки экономичных и экологически безопасных взрывчатых веществ на основе смесей азотнокислых солей, аморфного кремнезема и кремнеземсодерж. растворов, полученных при кислотной переработке нефелина и нефелинсодержащих отходов.
Автор 28 научных работ, получил 29 авторских свидетельств и патентов.
Лауреат Премии правительства РФ в области науки и техники (1997).
Сочинения (в соавторстве):
- Нефелин как источник получения компонентов простейших взрывчатых веществ для горнодобывающей промышленности: Сб. — Апатиты, 1999;
- Разработка новых составов взрывчатых веществ для горной промышленности // Горная промышленность. — 1999;
- Разработка новых составов взрывчатых веществ местного изготовления на основе комплексной переработки силикатного сырья // Вестник Казанского технологического университета. — 2001.